# Штакельберг, Густав Оттонович
Граф Гу́став Отто́нович фон Шта́кельберг (нем. Gustav Ernst von Stackelberg 1766—1850) — русский дипломат; действительный камергер (1794), действительный тайный советник (1808).

## Биография
Сын дипломата Оттона-Магнуса Штакельберга; родился 5 (16) июня 1766 года в Ревеле.

В молодости увлекался масонством, вместе с братом Оттоном состоял в ложе «Щита Северного»; на этой почве сдружился с Родионом Кошелевым, который впоследствии оказывал ему протекцию. В 1782 г. посещал занятия в Страсбургском университете. В составе Кавалергардского полка участвовал в русско-шведской войне 1788-90. Камер-юнкер (1789). По мнению Ф. В. Ростопчина, молодой Штакельберг был создан для дипломатического поприща:
Он очень умен, проницателен, вкрадчив, со всеми вежлив, даже слегка иезуитствует. У него все качества нужные для придворного представительства и надувательства публики. Он одинакова блистал бы и при дворе Людовика XV  и в Якобинском клубе.
Российский атташе в Варшаве (1789—1791), Стокгольме (1791—1794). Тайный советник (1794). Чрезвычайный посланник и полномочный министр в Турине (1794—1798). Отмечал опасность распространения в итальянских государствах революционного движения, поддерживаемого Францией (с 1792 находилась в состоянии войны с Сардинским королевством). Указывал на уязвимость антифранцузской коалиции итальянских государств под патронажем Австрии; его правоту подтвердили стремительная кампания французской армии во главе с Наполеоном Бонапартом против войск коалиции, подписанный по её итогам в Париже 15 мая 1796 мирный договор между Пьемонтом и Францией, оккупация Францией Пьемонта и отречение короля Карла-Эммануила. Покинул Турин после упразднения там российской Коллегией иностранных дел своей миссии.
12 августа 1799 назначен на должность чрезвычайного и полномочного посланника в Цюрихе, ему было поручено дипломатическим путём содействовать восстановлению конфедерации в Швейцарии, которая распалась после вытеснения французских войск армией Суворова. Штакельберг прибыл в Цюрих в начале сентября, однако его приезд совпал по времени с выводом из Швейцарии 36-тысячной австрийской армии и последовавшим за этим отходом русских войск, после чего соотношение сил изменилось в пользу французов. Не успев вручить верительной грамоты, спешно покинул Швейцарию вместе с отступавшими русскими войсками.
1 января 1802 назначен чрезвычайным посланником и полномочным министром в Гаагу (Батавская республика, с 1806 — Голландское королевство). Его главной задачей являлось укрепление торговых связей между Батавской республикой и Россией и вместе с тем всяческое затягивание переговоров о заключении торгового договора между ними, поскольку С.-Петербург во внешней торговле не желал сковывать себя преференциями в пользу какой-либо из стран. 10 июля 1805 покинул Гаагу, получив указание уехать под предлогом отпуска (указ об отзывной грамоте последовал лишь 11 ноября 1807).
В феврале 1806 направлен в Берлин (в качестве частного лица; 11 ноября 1807 назначен чрезвычайным посланником и полномочным министром) в помощь русскому посланнику М. М. Алопеусу, отказавшемуся вести дела с профранцузски настроенным главой департамента иностранных дел Пруссии Х.-А. Гаугвицем. Задачей Штакельберга было объединение Швеции и Пруссии в союзе с Россией и Великобританией против Франции. В мае 1806 ему поручено вести переговоры по урегулированию прусско-шведского конфликта из-за Лауэнбурга, а затем и отношений между Берлином и Лондоном. 1 июля и 24 июля при его активном содействии путём обмена декларациями заключено русско-прусское соглашение в рамках формирования 4-й антифранцузской коалиции. Однако неоднократно отмечал двойственность позиции Пруссии и полагал недальновидным рассчитывать на серьезную поддержку с её стороны в борьбе с Наполеоном.
После обострения отношений между Россией и Швецией проводил дипломатическое обеспечение подготовки русско-шведской войны 1808—1809. 31 октября 1808 покинул Берлин и находился в Кенигсберге.
Со 2 ноября 1810 — чрезвычайный посланник и полномочный министр в Вене (назначен 14 мая). Наблюдал за действиями армии Наполеона I в Европе. Обеспечил поддержание мирных контактов между российским и австрийским дворами и сохранение Австрией фактического нейтралитета во время Отечественной войны 1812. После её начала с согласия австрийского правительства находился в Эггенберге, а в сентябре 1812 — мае 1813 — в Граце (формально в качестве частного лица).
После разгрома Наполеона в России содействовал присоединению Австрии к русско-прусскому антифранцузскому союзу: заключению Рейхенбахской союзной конвенции (27 июня 1813) между Россией, Австрией и Пруссией, а затем Теплицкого союзного договора (9 сентября 1813). В качестве делегата от Российской империи участвовал в Венском конгрессе 1814-15. Указывал на двойственную роль, которую пыталась играть Австрия на конгрессе; её министр иностранных дел К. В. Л. Меттерних испытывал откровенную зависть к роли России в международных делах. Полагал возможным формирование русско-австрийских противоречий на Балканах, отмечая нежелательность для России усиления Австрии в этом регионе. По поручению МИД координировал действия российских представительств в Южной Европе, Константинополе, Бухаресте и Яссах. 20 марта 1818 отбыл из Вены (указ об отзыве последовал 9 ноября).
9 ноября 1818 года был назначен чрезвычайным посланником и полномочным министром в королевстве обеих Сицилий. Ему предписывалось всемерно поддерживать неаполитанскую монархию и препятствовать развитию революционного движения. Полагал разумным стремиться урегулировать внутренние противоречия в королевстве мирным путём и тем самым избежать военного вмешательства Австрии в итальянские дела. В январе 1821 — ноябре 1822 пребывал в длительном отпуске, часть которого провёл в Лондоне. После вторичного отъезда в отпуск 9 ноября 1834 обратно в Италию не вернулся, выйдя в отставку (указ об отзыве датирован 19 марта 1835). Затем жил в Париже, где и умер 18 апреля 1850 года.

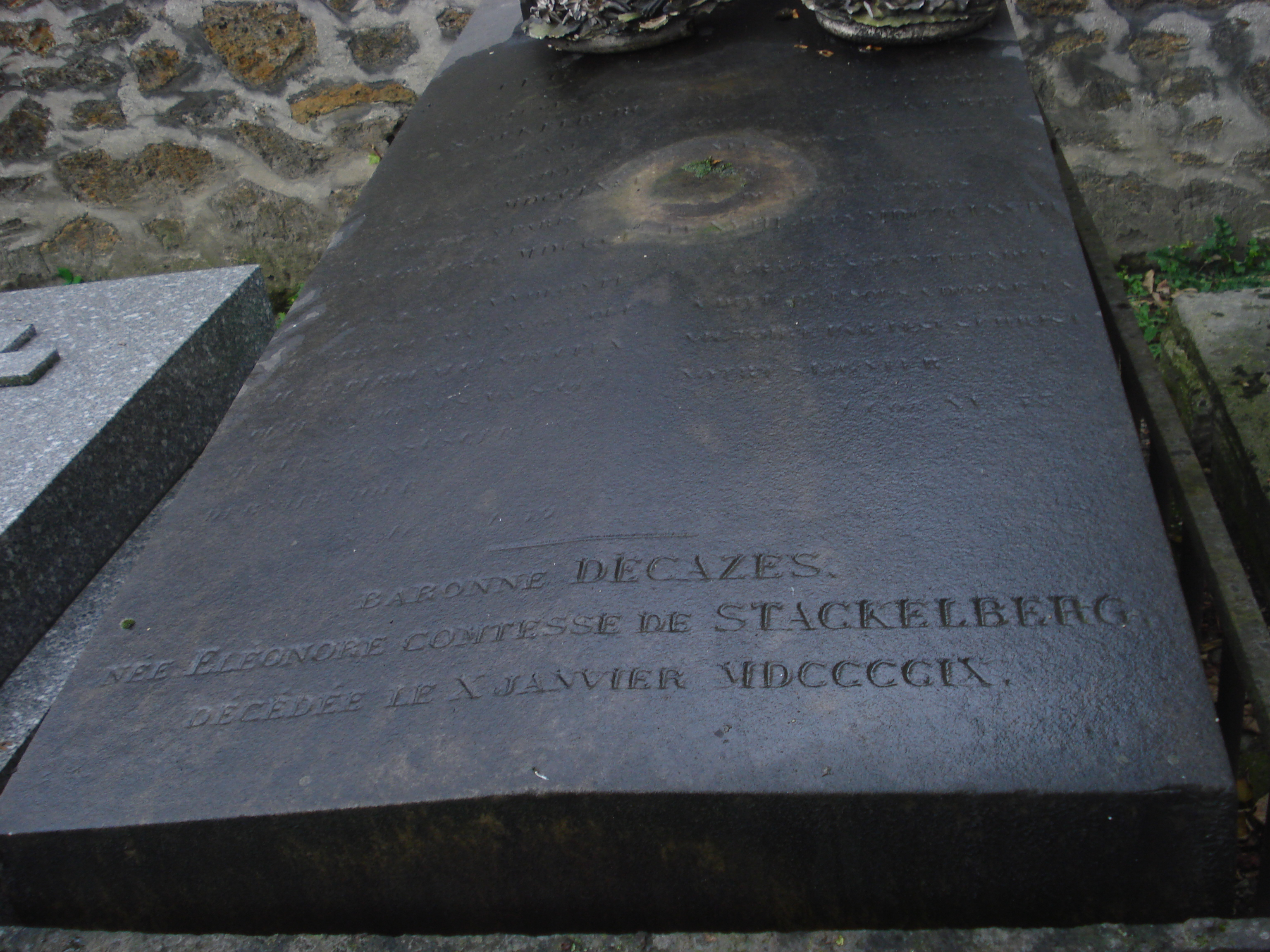
Могила на кладбище Монмартр

## Награды
- Орден Святой Анны 1-й степени (12 августа 1799)
- Орден Святого Александра Невского (1808)
- Бриллиантовые знаки к Ордену Святого Александра Невского (1814)
- Орден Святого Владимира 1-й ст. (1815)
- Орден Святого Андрея Первозванного (1834)

иностранные:
- Прусский Орден Чёрного орла (1808)[2]
- Прусский Орден Красного орла (1808)
- Австрийский Орден Святого Стефана (1815) большой крест[3]

## Семья
Был женат (с 1805) на Каролине Вильгельмине Людольф (1785—1868), дочери австрийского графа Христофора Людольфа. До замужества была фрейлиной русского двора, а затем (с 1816 года) кавалерственной дамой ордена св. Екатерины меньшого креста. Она умело поддерживала достоинство мужа, бывшего представителем императора в Берлине, Вене и Неаполе. Во время Венского конгресса была одной из видных представительниц русской колонии. Скончалась в Париже в июне 1868 года. В браке имела 11 детей:
- София Густавовна (1806—1891), замужем (с 1830) за бароном Егором Казимировичем (Георгом Конрадом Вольтером) Мейендорфом (1795—1863).
- Отто Густавович (Отто Магнус) (1808—1885), женат (с 1832) на Шарлотте Оттилии Липгарт (1811—1893)
- Каролина Густавовна (Каролина Иоганна) (1809—1863), замужем (с 1832) за Юлиусом Саца (? — ?)
- Густав Густавович (1810—1847)
- Эрнст Густавович (Эрнст Иоганн) (1813—1870), дипломат.
- Александр Густавович (1814—1856)
- Елизавета Густавовна (1807—1840), замужем за маркизом Фредерико делла Ровере (?—?);
- Мария Густавовна (1818—1840)
- Елена Густавовна (1820—1843), замужем (с 1842) за графом Иода фон Угарте (?—1862);
- Рейнгольд Густавович (1823—1837)
- Элеонора Густавовна (1827—1909), замужем (с 1852) за бароном Теодором Декассе (?-?).